# 中外鉱業
中外鉱業株式会社（ちゅうがいこうぎょう、英文社名 Chugai Mining Co., Ltd. ）は、スクラップから貴金属を精製するリサイクル事業を主力とし、不動産事業、宝飾品の販売などを行う日本の非鉄金属メーカー。2013年からはキャラクターグッズの製造も手掛ける。
かつては鉱山経営も行っており、金鉱・銀鉱などを保有していた。

## 事業所所在地
- 本社
  - 東京都千代田区丸の内2-4-1
- 支店
  - 丸の内支店 - 東京都千代田区丸の内2-4-1
  - 御徒町支店 - 東京都台東区上野5-25-15
  - 御徒町南口支店 - 東京都台東区上野5-13-11
  - 名古屋支店 - 愛知県名古屋市中区大須3-15-16
  - 大阪支店 - 大阪府大阪市中央区東心斎橋1-12-14
  - 福岡支店 - 福岡県福岡市中央区天神5-7-3
- 製造拠点
  - 東京工場 - 東京都大田区京浜島2-12-16

## 沿革
- 1932年（昭和7年）5月 - 持越鉱山株式会社が発足。
- 1932年（昭和7年）7月 - 清越鉱山を買収。
- 1935年（昭和10年）4月 - 持越鉱業株式会社に商号変更。
- 1936年（昭和11年）4月 - 八雲鉱業株式会社・橋洞金山株式会社・中外硫黄株式会社を合併、中外鉱業株式会社に商号変更。
- 1949年（昭和24年）5月 - 東京証券取引所に上場。
- 1973年（昭和48年）5月 - 金属精製事業を開始。
- 1979年（昭和54年）7月 - 都茂鉱業株式会社を設立、同年7月に都茂鉱山を譲渡。
- 1987年（昭和62年）6月 - 鉱山事業から撤退。
- 1987年（昭和62年）11月 - 不動産業、金めっき加工事業を開始。
- 1995年（平成7年）1月 - 中外化学株式会社を設立。
- 2004年（平成16年）4月 - 健康事業に進出。
- 2006年（平成18年）3月 - 健康事業から撤退。
- 2008年（平成20年）12月 - 中外化学株式会社の全株式を売却。
- 2013年（平成25年） - 総務部企画室の、「銀魂」ファンの室長の発案により、「ジャンプフェスタ」にてキャラクターグッズを販売[1]。
- 2015年（平成27年） - コンテンツ部を新設、コミックマーケット（C88）に初出展[2][3]。
- 2017年（平成29年） - TVアニメ『ゲーマーズ!』の製作委員会に参加。
- 2018年（平成30年） - TVアニメ『こみっくがーるず』の製作委員会に参加。
- 2022年（令和4年）- TVアニメ『くノ一ツバキの胸の内』の製作委員会に参加。

## かつて保有していた鉱山
- 上国鉱山 - マンガン産出、北海道檜山郡上ノ国町、1986年5月閉山。坑水処理施設は稼働中[4][5]
- 八雲鉱山 - 鉛・亜鉛・マンガン産出、北海道二海郡八雲町、1969年閉山
- 明又鉱山 - 金・銀・銅産出、秋田県北秋田市
- 米子鉱山 - 硫黄・ろう石、ダイアスポア産出、長野県須坂市、1965年閉山
- 清越鉱山 - 金・銀産出、静岡県伊豆市、1987年5月閉山
- 持越鉱山 - 金・銀産出、静岡県伊豆市、戦後は清越、湯ヶ島、伊豆天城の鉱石の製錬拠点となった。
- 湯ヶ島鉱山 - 金産出、静岡県伊豆市
- 伊豆天城鉱山 - 金・銀産出、静岡県賀茂郡西伊豆町
- 大嶽鉱山 - マンガン産出、静岡県静岡市、太平洋戦争終結後に閉山。
- 都茂鉱山 - 金・銀・銅・鉛・亜鉛・マンガン・硫化鉄産出、島根県益田市、1987年6月閉山
- 村上製錬所 - 鉛など　新潟県村上市（葡萄鉱山の製錬所を分離買収したもの）

## 関連企業
- 株式会社インテックス
- 株式会社キャリアメイト

## 提供番組
- 日経スペシャル カンブリア宮殿（テレビ東京系列、2023年1月5日 - ）
- TRIGUN STAMPEDE（テレビ東京系列）